# Trouxemil
Trouxemil is een plaats (freguesia) in de Portugese gemeente Coimbra en telt 2 999 inwoners (2001).